# Theodor Horschelt

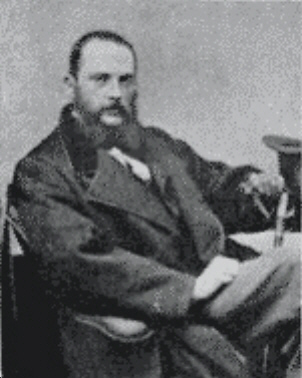
Theodor Horschelt

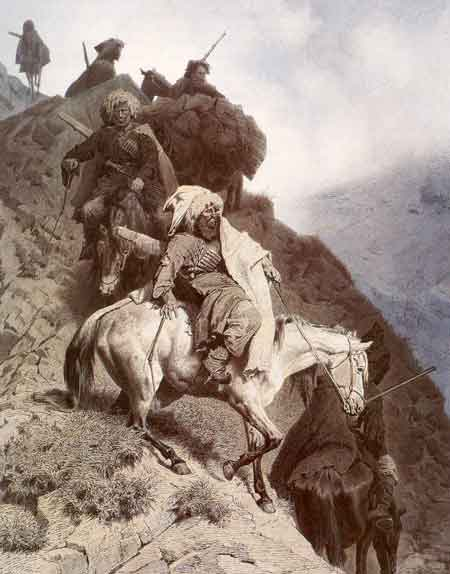
Tscherkessen

Theodor Horschelt (* 16. März 1829 in München; † 3. April 1871 ebenda) war ein deutscher Maler.
Theodor Horschelt war Sohn des Ballettmeisters Friedrich Horschelt. Er wurde 1846 Schüler von Joseph Anton Rhomberg, verließ diesen aber bald. Er zeichnete viel, aber ohne Anleitung, nach der landschaftlichen Natur, nebenher Szenen aus dem Krieg im Kaukasus entwerfend.
Dann eignete sich Horschelt unter der Leitung von Hermann Anschütz Korrektheit der Zeichnung und Schärfe der Umrisse an. Nach seinem Abgang von der Akademie war Horschelt nie mehr eigentlicher Schüler eines Malers, wenn er auch im Atelier Albrecht und Franz Adams und Julius Langes mancherlei künstlerische Anregung erhielt.
Damals (1850) stellte er im Kunstverein einen Wildschützen aus. Bald danach zeichnete er auch Illustrationen zu Charles Boners Werk Chamois hunting in the mountains of Bavaria und Entwürfe von Kriegsszenen aus dem Kaukasus. Darstellungen aus dem Kriegsleben beschäftigten seine Phantasie derartig, dass er beschloss, sich denselben ganz zu widmen, wozu er seine Vorstudien im Marstall in Stuttgart an Pferden begann.
Von dort ging Horschelt 1853 über Paris mit Friedrich Wilhelm Hackländer und Baurat Christian Friedrich von Leins nach Spanien. Dieses wurde größtenteils zu Pferde durchwandert; dann ging er nach Oran. Dort trennten sich seine Gefährten von ihm, und er ritt über Miliana und Medea nach Algier.
Nach seiner Rückkehr nach München 1854 malte er die Rast der Araber in der Wüste für den König von Württemberg, dann das Maurische Lager bei Algier. Dadurch wurde ihm die längst geplante Reise in den Kaukasus ermöglicht, wo er sich bald nach seinem Eintreffen 1858 der Expedition gegen die Lesghier anschloss. Im folgenden Jahr machte er die Expeditionen in die Tschetschina und gegen Schamils Hauptquartier mit. Dabei setzte er sich wiederholt dem feindlichen Feuer aus, was ihm den Stanislaus- und den St.-Annen-Orden mit den Schwertern eintrug.
Das Jahr 1860 brachte Horschelt im Feld zu. Er bereiste dann im Gefolge des Prinzen Albrecht von Preußen die Ufer des Kaspisees und Armenien, um 1863 über Moskau und Petersburg nach München zurückzukehren.
Seine nun ausgeführten Werke verhalfen ihm rasch zu Anerkennung. Es waren zwei Ölbilder: Schamil, gefangen dem Oberstkommandierenden Fürsten Alexander Iwanowitsch Barjatinskij vorgeführt, und Erstürmung der Verschanzung auf dem Berge Gunib, ferner eine Reihe Aquarelle und Kreidezeichnungen, von Jos. Albert fotografiert. 
H. vereinigte eine seltene Begabung mit unerschöpflicher Produktionskraft, hohe technische Vollendung mit größter Freiheit des Vortrags und überraschende Kühnheit der Komposition mit außerordentlicher Originalität.
Laut einer Meldung im Augsburger Tagblatt starb er an Diphtherie.